# 埼玉県医師信用組合
埼玉県医師信用組合（さいたまけんいししんようくみあい）は、埼玉県さいたま市浦和区仲町に本店を置く信用組合である。
組合員は埼玉県医師会の会員とその家族に限定され、同会の会員の相互扶助を目的とする業域信用組合である。店舗は埼玉県医師会が所在する埼玉県県民健康センター内の本店のみで、理事長は埼玉県医師会の会長が兼務、総代も各地区医師会ごとに選出される。また、ATMは置かれていないほか、希望がある場合を除き通帳は発行しない。かわりに「お取引明細書」の発行やインターネットバンキングを行うといった特徴がある。

## 沿革
- 1963年6月 設立。（当時の本店は埼玉県衛生会館）
- 1984年11月 現在地に本店を移転。